# Coubjours
Coubjours (tiếng Occitan là Cojors) là một xã của Pháp, nằm ở tỉnh Dordogne trong vùng Aquitaine của Pháp.

## Hành chính
| Danh sách các xã trưởng                |             |                     |                  |          |
| Giai đoạn                              | Giai đoạn   | Tên                 | Đảng             | Tư cách  |
| tháng 3 năm 2001                       | đương nhiệm | Jean-Michel Lagorse | không chính thức | nông dân |
| Tất cả các dữ liệu trước đây không rõ. |             |                     |                  |          |

## Thông tin nhân khẩu
| Năm    | 1962 | 1968 | 1975 | 1982 | 1990 | 1999 | 2005 |
| ------ | ---- | ---- | ---- | ---- | ---- | ---- | ---- |
| Dân số | 264  | 236  | 205  | 183  | 175  | 153  | 150  |